# Clapp's Favorite
La Clapp's Favorite est une variété de poire originaire des États-Unis d'Amérique.

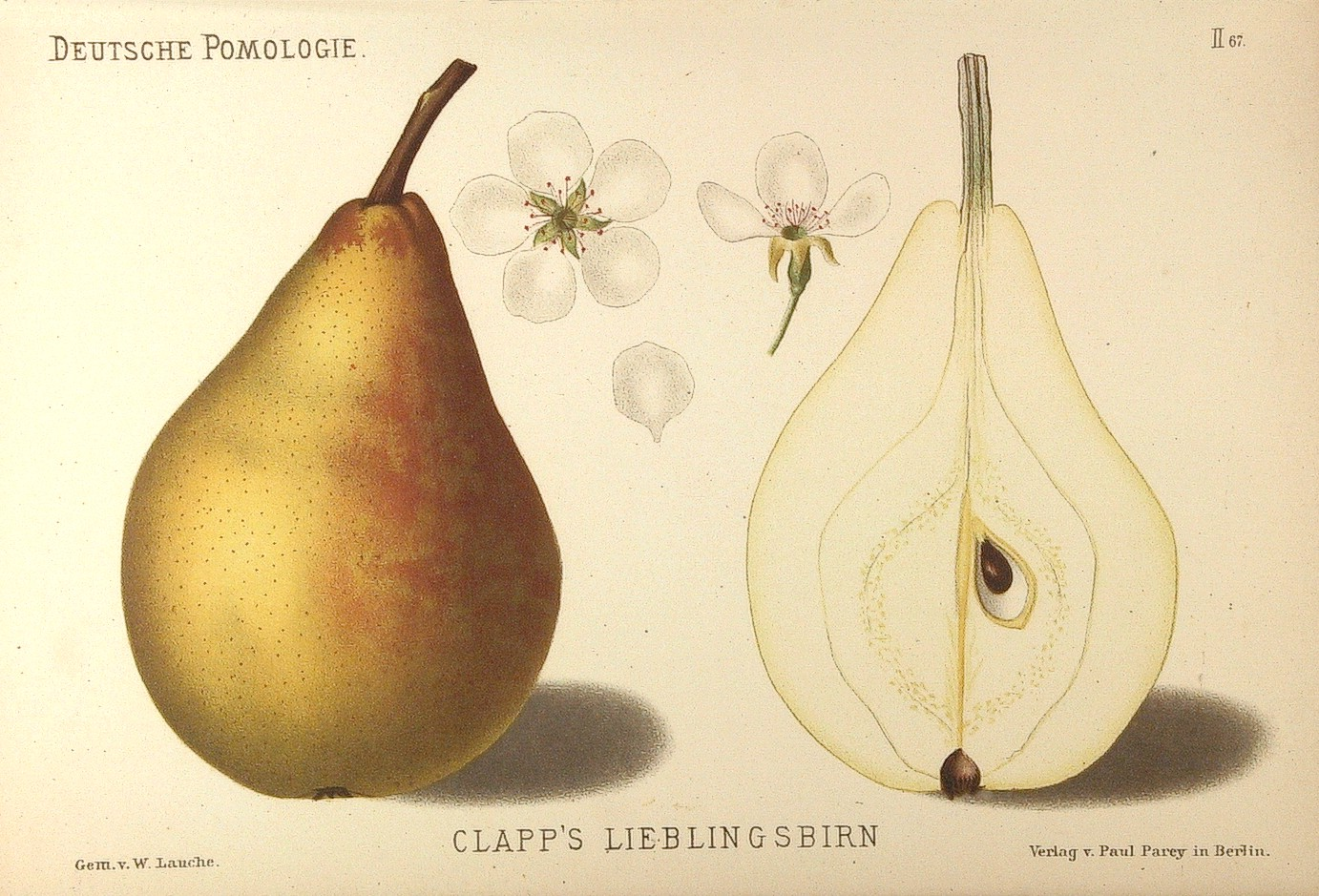
Clapp's Favorite.

Clapp's F.

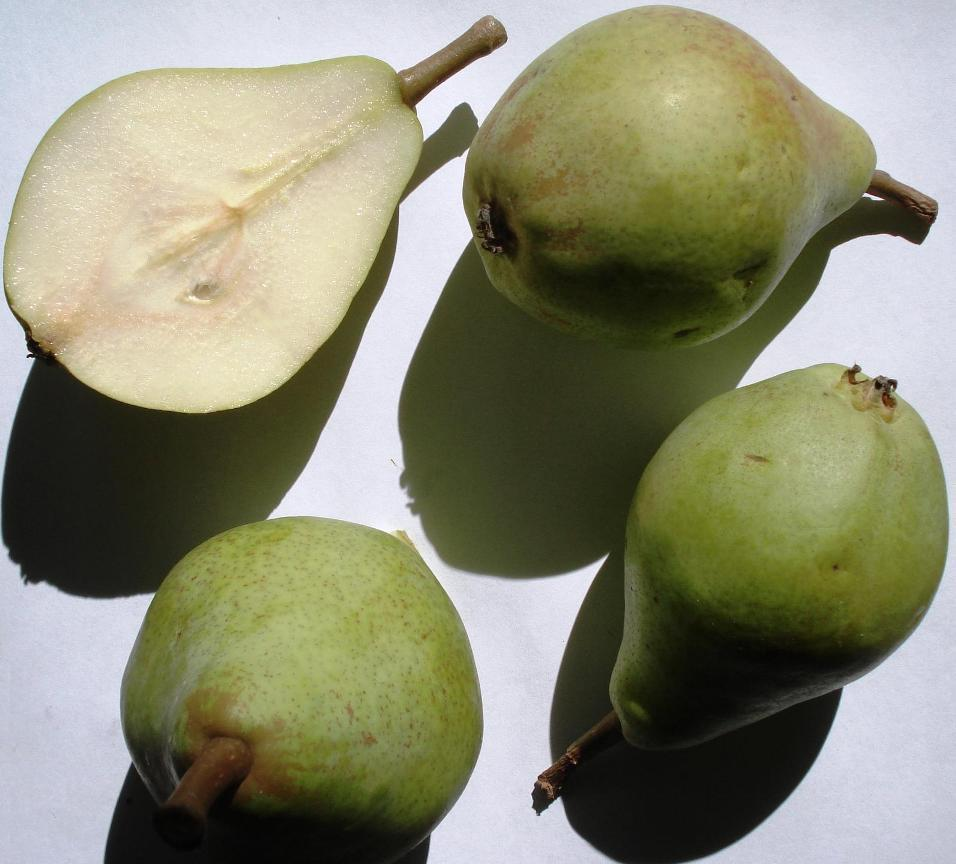
Autre aspect.

## Origine
La poire Clapp's Favorite a été obtenue par Thadeus Clapp, de Dorchester (Massachusset), États Unis, d'un semis de Fondante des Bois.

## Description

### Fruit
C'est un fruit à la chair beurrée, juteuse, douce, riche, vineuse et parfumée.
Le fruit est gros, ovoïde plus ou moins allongé, quelquefois piriforme.
Son épiderme est lisse, mince, jaune verdâtre, fortement lavé de rouge pourpre, carminé du côté du soleil, pointillé de roux.
Le pédicelle est court, fort, charnu, implanté obliquement dans un léger pli.
L'œil se révèle moyen, mi clos ; inséré dans une cavité étroite, peu profonde, plissée et côtelée sur les bords.
La chair est blanche, fine, fondante, juteuse, sucrée, acidulée et parfumée.
Qualité : très bonne.
La maturité du fruit est obtenue à partir du mois d'août.

### Arbre
Les rameaux sont de force et de longueur moyennes, arqués, brun violacé.
Culture : on peut greffer cette variété indistinctement sur cognassier et sur franc ; toutes les formes lui conviennent ; sur tige, à exposition abritée, les fruits se détachent peu facilement sous l'action des vents. 
En pyramide, cette variété se dégarnit rapidement à la base ; mais, en général, l'arbre est facile à rajeunir.
On peut la cultiver en tous terrains et en toutes régions. La taille sera longue pendant le jeune âge et plus courte ensuite.
Il est conseillé d'entre-cueillir les fruits, car ils blettissent rapidement.
Très résistant à la tavelure, ce fruit est, dans certaines régions, l'objet d'une culture assez développée pour le marché.
C'est un fruit d'amateur et de commerce.